# China Girl
«China Girl» — песня, написанная совместно Дэвидом Боуи и Игги Попом в берлинский период, сначала появившаяся в альбоме Игги Попа The Idiot (1977). Она стала широко известной, когда была повторно записана и выпущена Дэвидом Боуи в его альбоме Let’s Dance (1983).

## Обзор
Боуи решил включить песню в свой альбом, когда Игги, его друг и коллега по сцене, был на грани банкротства, борясь с наркотической зависимостью. Боуи решил выпустить песню в «Let’s Dance», чтобы Поп, забрав половину гонорара (как соавтор трека), смог улучшить своё финансовое положение.
Изменённая версия 1983 года была также выпущена как сингл.
Песня была ещё раз отредактирована для сингла, но привлекла больше внимания благодаря сопровождавшему её видео. В клипе Дэвида Маллета, снятом главным образом в районе Китайского квартала Сиднея (Австралия) и на плавучем доме в Сиднейской бухте, была показана голая Гелин Нг, лежащая в прибое с Боуи (визуальная отсылка к фильму «Отныне и во веки веков»). Обнажённые ягодицы последнего стали причиной появления нескольких кричащих заголовков в бульварной прессе, что не помешало клипу получить премию MTV. Версии клипа, включённые в последующие сборники на видео и DVD, немного подвергнуты цензуре.
Британское издание сингла занимало 2-е место в течение одной недели 14 июня 1983 года. Американский релиз достиг 10-й строки.
Песня регулярно появлялась в концертном репертуаре Боуи до конца 1980-х годов и даже репетировалась для его появления на лондонском концерте Live Aid 1985 года, но в итоге наряду с песнями «Fascination» и «Five Years» была исключена из-за временны́х ограничений. Начиная с 1999 года песня снова звучала на концертах.

## Список композиций
7": EMI America / EA 157 (Великобритания)
1. «China Girl [Edit]» (Боуи, Поп) — 4:14
2. «Shake It» (Боуи) — 3:49

12": EMI America 75038 / 12EA 157 (Великобритания)
1. «China Girl» (Боуи, Поп) — 5:32
2. «Shake It [Re-Mix]» (Боуи) — 5:21

- В 12-дюймовом американском издании «Shake It» названа Long Version, тем не менее она ничем не отличается от британского Re-Mix.
- Обложки британского и американского 12-дюймового сингла немного отличались (они были зеркальным отражением друг друга), кроме того на обратной стороне британского издания были указаны даты проведения концертов в Великобритании в рамках тура Serious Moonlight 1983 года (в частности в Лондоне, Бирмингеме, Эдинбурге и Милтон-Кинсе).

## Чарты
| Чарт (1983)                      | Макс. позиция |
| -------------------------------- | ------------- |
| Australian Singles Chart         | 15            |
| Austrian Singles Chart           | 2             |
| Canadian Singles Chart           | 2             |
| Dutch Singles Chart              | 5             |
| Irish Singles Chart              | 2             |
| German Singles Chart             | 6             |
| Norwegian Singles Chart          | 7             |
| Swedish Singles Chart            | 5             |
| Swiss Singles Chart              | 1             |
| UK Singles Chart                 | 2             |
| Billboard Hot 100                | 10            |
| Billboard Hot Dance Club Play    | 51            |
| Billboard Mainstream Rock Tracks | 3             |

## Участники записи
- Дэвид Боуи — вокал
- Стиви Рэй Вон — гитара
- Найл Роджерс — гитара, продюсер
- Кармин Рохас — бас-гитара
- Омар Хаким, Тони Томпсон — барабаны
- Роб Сабино — клавишные
- Мак Голлехон — труба
- Роберт Аарон, Стэн Харрисон, Стив Элсон — саксофон
- Сэм Фигероа — перкуссия

## Другие релизы
- Песня появилась на следующих сборниках:
  - Changesbowie (1990)
  - Bowie: The Singles 1969-1993 (1993)
  - The Singles Collection (1993)
  - Best of Bowie (2002)
  - The Best of David Bowie 1980/1987 (2007)
- «China Girl» вошла в саундтрек к фильму «Певец на свадьбе».
- Первоначальная версия Игги Попа была включена в сборник A Million in Prizes: The Anthology.

## Кавер-версии
- Ник Кейв — живая запись в Мельбурне (1978)[2]
- James — сингл «Sit Down» (1998)[3]
- Trance To The Sun — Goth Oddity: A Tribute to David Bowie (1999)[4]
- Анна Тернхейм — Shoreline EP (2005)[5]
- Voltaire — Zombie Prostitute... (2006) и на .2 Contamination: A Tribute to David Bowie (2006)[6][7]
- Пит Йорн — Musicforthemorningafter (bonus disc) (2001)[8]
- Johny Dey — Hero: The Main Man Records Tribute to David Bowie (2007)[9]
- The Tragically Hip — во время исполнения «New Orleans is Sinking» на Live Between Us (1997)[10]
- Scars on Broadway — вживую с изменённым текстом (2008)[11]